# Карамбит
Карамбит је мало ручно, савијено сјечиво из Југоисточне Азије, нарочито Малајског архипелага. На Филипинима познато као карамбит, оно се такође назива керамбит у Индонезији и Малезији. У западној литератури се понекад може срести неисправан облик корамбит.

## Поријекло
Етимолошки је доказано да карамбит потиче са острва Јава гдје је, по народном предању, његов облик инспирисан обликом канџи великих мачака. Као што је случај са већином врста оружја из тог подручја, он је првобитно представљао пољопривредну алатку за сјечење коријења, вршење житарица и сијање риже. Откако је преузео улогу оружја, његово сјечиво је више закривљено да би боље сјекло. Кроз трговачку мрежу Индонезије и у додиру са сусједним земљама, карамбит је постао распрострањен у подручју данашње Камбоџе, Лаоса, Малезије, Мјанмара, Филипина и Тајланда.
На Карамбит се гледало с омаловажавањем у Јави, због пољопривредног поријекла овог сјечива, у поређењу са кшатријом (ратничком кастом) који су обучавани у кератону, односно палати. Европски путописци кажу да су војници Малезије и Индонезије били наоружани крисом објешеним око струка и копљем у рукама, док се карамбит користио само за крајњу нужду, кад остало наоружање закаже или се изгуби. Без обзира на то, карамбит је био популаран међу женама, које би га везале у косу и користиле у самоодбрани. Чак и данас, мајстори борилачких вјештина овог подручја сматрају карамбит женским оружјем. Познати Бугис ратници са Сулавесија су били познати по употреби карамбита. Данас је то једно од главних оружја за борилачке вјештине овог подручја и такође се често користи за борилачке вјештине Филипина.
Попут своје варијанте у Југоисточној Азији, индијски баг нах је наводно заснован на канџама тигра и крије се у шаци. Много једноставнији карамбит, међутим, првобитно је био тек сићушни срп, мало већи од традиционалног јаванског ножа за жетву и никад није имао месингано проширење за зглавке прстију. Ово оружје подсјећа на џамбију, али нема стварне повезаности. Џамбија је од почетка дизајнирана да буде статусни симбол и често су је правиле вјеште занатлије и драгуљари, украшену драгим камењем и племенитим металима, док карамбит и даље представља неомиљен нож, својствен пољопривредницима у свакодневном раду.

## Техника
Оружје се држи тако што се кажипрст протури кроз рупу при врху дршке. Првенствено се користи уз размахивање или као кука. Закачени прст обезбјеђује додатну стабилност при руковању.
Иначе, кратки филипински карамбит је наишао на присталице на Западу, међу неким мајсторима борилачких вјештина, због наводне биомеханике оружја која омогућава снажније резање и болније ране. Такође, сматрају његову употребу интуитивнијом, премда се не слажу сви с овом тезом.

## Варијације
Постоје бројне регионалне верзије карамбита. Дужина сјечива, на примјер, може да варира од једног села или ковача до другог. Неки немају рупу за кажипрст, а неки имају два сјечива, с обје стране дршке. Традиционални индонежански облици обухватају:
- керамбит куку бима: карамбит Биминог нокта, може се наћи само у средишњој Јави
- керамбит куку Хануман: карамбит Хануманове канџе, може се наћи само у средишњој Јави
- керамбит куку махан: карамбит тигрове канџе, може се наћи само у Суматри, средишњој Јави и Мадури
- керамбит Сумбава: већи, крући карамбит намијењен борби. Потиче са острва Сумба
- керамбит Ломбок: већи, крући карамбит намијењен борби. Потиче са острва Ломбок
- лави ајам: карамбит пилеће канџе, осмислили су га чланове заједнице Минанг

Поред тога, данашњи керамбит може имати бодље или рецке с предње или стражње стране, које се могу користити за дерање одјеће или разног платна, резање меса или за уношење утрова, попут упаса.

### Данашњи облици
Данашње западне интерпретације карамбита су врло удаљене од првобитног пољопривредног алата. Могу бити на склапање (далеко опасније у пољопривредном окружењу) и врло квалитетно направљене. Како се праве од много квалитетнијег материјала, западне верзије по својој цијени нису доступне сељацима Југоисточне Азије.
На Западу се однедавно сматра да карамбит може бити врло користан у самоодбрани. Већина карамбита направљених на западу је заснована на малој филипинској верзији, која има кратко сјечиво и прстен за кажипрст. И карамбит с непокретним сјечивом и карамбит на склапање (углавном с једним оштром ивицом) имају неколико произвођача, укључујући Mantis Knives, , , , , , , and 5.11 Tactical.
Карамбит се додјељује америчким савезним пилотима са високим чиновима за случај да се главно оружје изгуби или га нападач одузме.

## Популарна култура
- Борац рукује двама карамбитима у тајландском филму Ong Bak 2.
- Чувени јавански сценариста Надипутра назвао једно од својих трију дјела „Аванг керамбит“ (Awang Kerambit)
- Емерсонов карамбит на склапање може се на кратко видјети у филму Томаса Џејна, „The Punisher“
- Прва сцена филма „Мерантау“ приказује Јуду, главног јунака, како демонстрира своје борилачке вјештине наоружан карамбитом
- У филму „Деведесетшест сати“, Лајам Нисон се бори са стражом шеика Рамана, која користи карамбите
- Користи се у роману Стива Перија, „Мушаши Флекс“ (енгл. Mushashi Flex)
- Користи га Мајкл Вестин у ТВ серији „Burn Notice“.
- Карамбит је обавезан предмет у познатом туристичком сувениру „Оружје Мороланда“